# 徐貞 (光緒進士)
徐貞（?—?），安徽省徽州府歙縣人，清朝政治人物、同進士出身。
光緒九年（1883年），参加癸未科殿試，登進士三甲9名。光緒十二年五月，著以主事分部学习。